# Dirk Kroon
Dirk Mara Rijk Hendrik Kroon (Den Haag, 27 mei 1909 – Limmen, 7 januari 1945) was een Nederlands verzetsstrijder tijdens de Tweede Wereldoorlog.

## Biografie
Kroon werd geboren in Den Haag. In 1937 verhuisde het gezin Kroon naar Soest. Bij het begin van de Tweede Wereldoorlog diende Kroon als dienstplichtig sergeant bij de Genie (Ingenieurs). Na zijn dienstplicht hervatte hij zijn werk als werktuigbouwkundige en elektrotechnicus. Hij was ook betrokken bij de (bos)brandweer.
In 1942 sloot Kroon zich aan bij de Westerweelgroep. In het huis van het gezin Kroon vonden veel bijeenkomsten van de groep plaats. Ook hadden ze Joodse onderduikers in huis. Vanaf 21 mei 1943 werden alle jonge mannen geboren in de jaren 1922, 1923 en 1924 verplicht om zich te melden voor de Arbeitseinsatz. Burgemeester Des Tombe van Soest voorzag dat het bevolkingsregister zou worden gebruikt voor controle en gaf opdracht aan de brandweercommandant om dit register te laten verdwijnen. De brandweercommandant riep drie brandweerlieden op in wie hij vertrouwen had en gaf hun de opdracht om 's nachts in te breken in het gemeentehuis. Deze drie personen, onder wie Kroon, voerden hun missie uit in de nacht van 25 mei. Ze begroeven het archief achter het huis van Dirk Kroon in een sloot. Kroon was ook betrokken bij andere verzetsactiviteiten. Zo deed hij verkenningen bij de Duitse strijdkrachten, onder andere op Soesterberg.
Na verraad werden Kroon en zijn moeder op 10 en 11 december 1944 thuis gearresteerd, overgedragen aan de SIPO en naar Amsterdam gebracht. Zijn moeder werd later vrijgelaten en overleefde de oorlog. Kroon werd op 7 januari 1945 geëxecuteerd langs de provinciale weg tussen Limmen en Uitgeest, samen met negen andere gevangenen, als vergelding voor een gedode Duitse soldaat. Hij werd begraven op de Eerebegraafplaats Bloemendaal.
Bij Koninklijk Besluit van 22 december 1951, nr. 10, werd Kroon postuum het Verzetskruis toegekend. De uitreiking vond plaats op 2 oktober 1952 in het Paleis op de Dam. Zijn naam staat vermeld op de Erelijst van Gevallenen 1940-1945. Zijn naam staat ook vermeld op het oorlogsmonument in Castricum. In 2007 ontving Kroon postuum de onderscheiding Rechtvaardige onder de Volkeren.
H.J. van Aalderen
· P. van As
· M. Assies
· J.J. Barendsen
· J.A. Beekman
· H.D.J. Beernink
· L.R. Beijnen
· C.J. van den Berg-van der Vlis
· L.A. Bleys
· G. de Boer
· A.A. Bontekoe
· E.J. Bosch ridder van Rosenthal
· D.A. van den Bosch
· I.J. van den Bosch
· J.H. Bosch
· J.C.J. baron Brantsen
· A.L. Charroin
· F.G.M. Conijn
· M. Crans
· R.J. Dam
· F. Datema
· K.H. Derkzen van Angeren
· H. Dienske
· J.L.G. Doornik
· V. Dreyfus
· N. Dupont
· F. Duwaer
· S. Esmeijer
· G.H. Gelder
· J. Gelderman
· W.J. Gertenbach
· E.A. Giran
· O. Giran
· C.H. de Groot
· P.G.S. Guermonprez
· A. Hahn
· W. van Hall
· J.C.H.F. van Hanxleden Houwert
· Th.W.L. baron van Heemstra
· J.J. Hendrikx
· J.L. Hesselberg
· W.J. Heukels
· I. van der Horst
· J. ter Horst
· H.P. Hos
· J.F.H.M. baron van Hövell van Wezeveld en Westerflier
· B. IJzerdraat
· L. Jansen
· A. Kalter
· G.W. Kastein
· A. Keuter
· T.J. Kroeze
· D.M.R.H. Kroon
· H.Th. Kuipers-Rietberg
· A. Meerwaldt
· J.A.A. Mekel
· J.D. van Melle
· D.C.B. Mesritz
· M.-L.C. Meunier
· J.J. Mohr
· J.L. Moonen
· A.C. Nagtegaal
· F. Nieuwenhuijsen
· B. Oosthoek
· J. Oranje
· T. Pannekoek
· J. Post
· A.J. Rozeman
· V.H. Rutgers
· F.R. Ruys
· W. Santema
· J.J. Schaft
· Jhr. J. Schimmelpenninck
· R.L.A. Schoemaker
· G. Schoonman
· W.P. Speelman
· M. van der Stoep
· B.M. Telders
· A.O.H. Tellegen
· O.R. Thomsen
· G. Tieman
· T.W. de Tourton Bruijns
· L.M. Valstar
· G.J. van der Veen
· D. Verloop
· M.A.E. Verspyck
· P.M.R. Versteegh
· C. Vlot
· G. Weidner
· J.H. Westerveld
· H.B. Wiardi Beckman
· J.W. Wildschut
· J.R.E. Wüthrich
· L. Zwanenburg
· Onbekende Joodse soldaat